# 諾貝爾博物館
諾貝爾博物館（Nobelmuseet）專門宣揚有關諾貝爾獎、諾貝爾獎得主和阿爾弗雷德·諾貝爾生平的資訊。館址位於瑞典斯德哥爾摩老城大廣場北侧，與瑞典學院和諾貝爾圖書館都位處證券交易所大樓。

## 历史
博物館於2001年春，即諾貝爾獎100週年時啟用。館內設有展覽、電影院、劇院和科學辯論，還有書籍及紀念品商店和咖啡店。

## 外部連結
- 諾貝爾博物館網站（页面存档备份，存于）